# キッド・ガラハド
キッド・ガラハド（Kid Galahad、1990年3月3日 - ）は、イギリスのプロボクサー。カタールのドーハ出身。本名アブドゥル・バリー・アワド。元IBF世界フェザー級王者。

## 来歴

### 人物
カタールのドーハにて、イエメン人の両親のもとに生まれる。カタール軍に属していた父親が湾岸戦争終結後に解放された後、幼少時に両親とともにイングランドのリヴァプールへと移住し、12歳の時にシェフィールドへ引っ越した。
ボクシングは13歳の時にナジーム・ハメドのトレーナーであったブレンダン・イングルの元で始めた。これは当時ガラハドがモスクで憧れのハメドに偶然出会った際、世界王者になりたいと言ったところ、彼からイングルのジムに行くことを直接勧められたことがきっかけである。キッド・ガラハドというリングネームはイングルによって付けられたものであり、1962年のエルヴィス・プレスリー主演の同名映画から取っている。

### バンタム級
2009年9月5日、ワトフォードにてバンタム級でプロデビュー戦を行い、判定勝ちを収めた。

### スーパーバンタム級
2012年2月18日、ロザラムのマグナ・サイエンス・アドベンチャー・センターでジェイソン・ブースとWBCインターナショナルスーパーバンタム級王座決定戦を行い、12回3-0（120-109、118-111、118-110）の判定勝ちを収め王座を獲得した。
2012年5月12日、シェフィールドのヒルズボロ・レジャー・センターでジョシュ・ウェイルと対戦し、9回終了時ドクターストップによるTKO勝ちを収め初防衛に成功した。
2013年9月14日、ロザラムのマグナ・サイエンス・アドベンチャー・センターでジェームズ・ディケンズとBBBofC英国スーパーバンタム級王座決定戦を行い、10回1分34秒TKO勝ちを収め王座を獲得した。
2014年3月22日、シェフィールドのポンズ・フォージでセルヒオ・プラドとEBUスーパーバンタム級王座決定戦を行い、12回3-0（117-111、120-108、118-110）の判定勝ちで王座を獲得した。
2014年5月10日、シェフィールドのポンズ・フォージでフレッド・ムンドレイビーとコモンウェルスイギリス連邦スーパーバンタム級王座決定戦を行い、ムンドレイビーが4回終了時に棄権した為TKO勝ちを収め王座を獲得した。
2014年9月20日、シェフィールドのポンズ・フォージでアデイルソン・ドス・サントスとIBFスーパーバンタム級ユース王座決定戦を行い、12回3-0（119-107、120-105、117-109）の判定勝ちを収め王座を獲得した。
2015年5月、薬物検査で禁止薬物のアナボリックステロイドの一種であるスタノゾロールが検出されたため、イギリスアンチ・ドーピング機関（UKAD）により2年の資格停止処分を受けた。ガラハドは、兄弟間の諍いを理由に兄のマジードが自分のプロテインシェーカーにステロイドを盛ったのだとして潔白を主張し、マジード本人も弟が自分に10,000ポンドを貸してくれなかったからやったと自白したが、UKADは処分を取り消すことはしなかった。
2016年3月、本来であれば前戦から2年後となる2016年9月まではリングに上がれないはずだったが、弁護団の上訴により処分が6か月短縮し、UKADからも復帰の許可が下りた。

### ライト級
2016年4月30日、ウィガンのDWスタジアムでシマス・ボロシナスとライト級契約6回戦を行い、4回TKO勝ちを収め復帰戦を勝利で飾った。

### フェザー級
2017年7月15日、ウェンブリーのウェンブリー・アリーナでホセ・カイエターノとIBFインターコンチネンタルフェザー級王座決定戦を行い、10回TKO勝ちを収め王座を獲得した。
2018年10月20日、ボストンのTDガーデンでトカ・カーン・クレイリーとIBF世界フェザー級挑戦者決定戦を行い、12回3-0（118-110×2、115-113）の判定勝ちを収めジョシュ・ワーリントンへの挑戦権を獲得した。
2019年6月15日、リーズのファースト・ダイレクト・アリーナでIBF世界フェザー級王者のジョシュ・ワーリントンと対戦し、12回1-2（113-116、115-113、112-116）の判定負けを喫し王座を獲得出来なかった。
2020年2月8日、シェフィールドのシェフィールド・アリーナで元WBA世界フェザー級暫定王者のクラウディオ・マレロとIBF世界フェザー級挑戦者決定戦を行い、マレロが8回終了時に棄権した為TKO勝ちを収めジョシュ・ワーリントンへの挑戦権を獲得した。
2021年1月26日、ジョシュ・ワーリントンの王座返上に伴い、IBFによりIBF世界フェザー級1位のガラハドとIBF世界フェザー級3位のジェームズ・ディケンズの間でIBF世界フェザー級王座決定戦を行うよう指令が出され、2月4日にIBF世界フェザー級王座決定戦の入札でMTKグローバルが落札したことが明らかにされた。
2021年8月7日、ブレントウッドのマッチルーム・ボクシング本部でジェームズ・ディケンズとIBF世界フェザー級王座決定戦を行い、ディゲンズが11回終了時に棄権した為TKO勝ちを収め王座を獲得した。
2021年8月9日、エディー・ハーンのマッチルーム・スポーツと契約した。
2021年11月13日、シェフィールドで元IBF世界スーパーバンタム級王者でIBF世界フェザー級15位のキコ・マルチネスと対戦し、6回TKO負けを喫し初防衛に失敗、王座から陥落した。

### ライト級復帰
2022年9月24日、ノッティンガムでIBO世界ライト級王者のマキシ・ヒューズと対戦し、12回0-2（111-117、113-114、114-114）の判定負けを喫し王座を獲得出来なかった。

## 獲得タイトル
- WBCインターナショナルスーパーバンタム級王座（防衛1）
- BBBofC英国スーパーバンタム級王座
- EBUスーパーバンタム級王座
- コモンウェルスイギリス連邦スーパーバンタム級王座
- IBF世界スーパーバンタム級ユース王座
- IBFインターコンチネンタルフェザー級王座
- IBF世界フェザー級王者（防衛0）